# 3차원 애니메이션 소프트웨어 목록
다음은 애니메이션 앱 목록이다.
| 제목                            | 라이선스             |
| ------------------------------- | -------------------- |
| 3D 무비 메이커                  | 개발 중단            |
| Aladdin4D                       | 상용 사유 소프트웨어 |
| Anim8or                         | 프리웨어             |
| BVHacker                        | 프리웨어             |
| 3ds 맥스                        | 셰어웨어             |
| 마야                            | 셰어웨어             |
| 오토데스크 모션빌더             | 셰어웨어             |
| 오토데스크 소프트이미지         | 개발 중단 (셰어웨어) |
| 어도비 포토샵                   | 셰어웨어, SaaS       |
| 어도비 애프터 이펙트            | 셰어웨어, SaaS       |
| 블렌더                          | GPL v2 이상          |
| Bryce                           | 개발 중단 (셰어웨어) |
| Carrara                         | 상용 사유 소프트웨어 |
| 시네마 4D                       | 사유                 |
| Clara.io                        | 사유                 |
| DAZ 스튜디오                    | 프리미엄 (사업 모형) |
| Electric Image Animation System | 셰어웨어             |
| Element 3D                      | 상용 사유 소프트웨어 |
| Houdini                         | 셰어웨어             |
| iClone                          | 셰어웨어             |
| K-3D                            | GPL v2               |
| 라이트웨이브 3D                 | 셰어웨어             |
| Messiah                         | 사유                 |
| 미쿠미쿠댄스                    | 프리웨어             |
| Modo                            | 셰어웨어             |
| Moviestorm                      | 셰어웨어             |
| Muvizu                          | 셰어웨어             |
| Poser                           | 상용 사유 소프트웨어 |
| 셰이드 3D                       | 셰어웨어             |
| 스케치업                        | 프리미엄 (사업 모형) |
| 소스 필름메이커                 | 프리웨어             |
| Z브러시                         | 상용 사유 소프트웨어 |

## 같이 보기
- 2차원 애니메이션 소프트웨어 목록
- 3차원 컴퓨터 그래픽스 소프트웨어 목록
- 3차원 모델링 소프트웨어 목록